# FEI Nations Cup 2016 (Vielseitigkeit)
Der FEI Nations Cup 2016 im Vielseitigkeitsreiten (2016 FEI Nations Cup Eventing) war die fünfte Saison des Nations Cups der Vielseitigkeitsreiter.

## Ablauf der Turnierserie
Erstmals umfasste die Turnierserie nicht nur Wertungsprüfungen in Europa, sondern es wurde auch ein Nationenpreis der Vereinigten Staaten von Amerika durchgeführt. Die Wertungsprüfungen waren größtenteils als CICO 3* ausgeschrieben, lediglich die Abschlussetappe wurde abweichend als CCIO 3* durchgeführt. Im Jahr 2016 erstreckte sich die Serie vom 23. März bis zum 9. Oktober und umfasste damit die gesamte grüne Saison (Zeitraum, in dem Reitturniere witterungsbedingt außerhalb von Hallen durchgeführt werden können).
In den Wertungsprüfungen erhielt die siegreiche Mannschaft jeweils 100 Punkte, die nachfolgenden Equipen bekamen eine absteigende Anzahl an Wertungspunkten. Pro Reiter, der die Prüfung nicht beendet, erhielten die Mannschaften 1000 Minuspunkte in der Prüfung. Somit war sichergestellt, dass alle Mannschaften mit einem Ergebnis abschließen und Wertungspunkte für den Nations Cup erhielten.

## Die Prüfungen

### 1. Prüfung: Frankreich
Bereits zu Beginn der Turniersaison, vom 23. bis 25. März 2016, wurde mit dem französischen Nationenpreisturnier die Nationenpreisserie eröffnet. Das Turnier fand unter dem Namen The Crazy Ride in Fontainebleau statt.
In der Nationenwertung kam es zu einem Zweikampf zwischen Frankreich und Deutschland. Die Franzosen mussten nach dem Gelände aus von Gwendolen Fer mit nur drei Reitern im Springen auskommen und kamen im Endergebnis auf den zweiten Rang. Die nur mit drei Reitern bestückte australische Equipe, die nach der Dressur in Führung lag, war bereits nach dem Geländetag abgerutscht. Nicht nur in der Mannschaftswertung siegte Deutschland, auch in der Einzelwertung dominierte es mit dem Doppelsieg von Michael Jung, gefolgt von Sandra Auffarth mit ihrem Erfolgspferd Opgun Louvo.
Mannschaftswertung CICO 3*
| | Mannschaft | Reiter und Pferde | Minuspunkte | Minuspunkte | Minuspunkte | Minuspunkte | Wertungs- punkte |
| Dressur | Mannschaft | Reiter und Pferde | Gelände | Springen | Gesamt | | Wertungs- punkte |
| --- | --- | --- | --- | --- | --- | --- | ---------------- |
| 1 | Deutschland | Michael Jung Sam FBW | 35,90 | 3,20 | 1,00 | 40,10 |                  |
| 1 | Deutschland | Sandra Auffarth Opgun Louvo                                                                                             | 45,90 | 0,00 | 0,00 | 45,90 |                  |
| 1 | Deutschland | Jörg Kurbel Brookfield de Bouncer                                                                                       | 56,80 | 14,40 | 4,00 | 75,20 |                  |
| 1 | Deutschland | Andreas Ostholt So is et                                                                                                | 53,70 | 22,00 | 3,00 | (78,70) |                  |
| 1 | Deutschland | | | | | 161,20 | 100              |
| 2 | Frankreich | Nicolas Touzaint Crocket                                                                                                | 46,00 | 5,60 | 0,00 | 51,60 |                  |
| 2 | Frankreich | Thomas Carlile Sirocco du Gers                                                                                          | 44,40 | 7,20 | 0,00 | 51,60 |                  |
| 2 | Frankreich | Arnaud Boiteau Quoriano                                                                                                 | 55,90 | 8,00 | 0,00 | 63,90 |                  |
| 2 | Frankreich | Gwendolen Fer Romantic Love                                                                                             | 47,00 | AUSG | | (1000,00) |                  |
| 2 | Frankreich | | | | | 167,10 | 90               |
| 3 | Irland | Jonty Evans Cooley Rorkes Drift                                                                                         | 47,90 | 8,80 | 4,00 | 60,70 |                  |
| 3 | Irland | Cathal Daniels Rioghan Rua                                                                                              | 59,50 | 7,60 | 0,00 | 67,10 |                  |
| 3 | Irland | Austin O’Connor Kilpatrick Knight                                                                                       | 52,70 | 12,80 | 4,00 | 69,50 |                  |
| 3 | Irland | Clare Abbott Euro Prince                                                                                                | 55,30 | 22,40 | 0,00 | (77,70) |                  |
| 3 | Irland | | | | | 197,30 | 80               |
| 4 | Australien | Bill Levett Improvise                                                                                                   | 42,60 | 8,40 | 4,00 | 55,00 |                  |
| 4 | Australien | Christopher Burton Haruzac                                                                                              | 50,40 | 4,00 | 9,00 | 63,40 |                  |
| 4 | Australien | Andrew Hoy Cheeky Calimbo                                                                                               | 40,60 | 45,60 | 0,00 | 86,20 |                  |
| 4 | Australien | | | | | 204,60 | 70               |
| weitere Platzierungen: Schweden: 5. Rang Großbritannien: 6. Rang Italien: 7. Rang Niederlande: 8. Rang Belgien: 9. Rang | weitere Platzierungen: Schweden: 5. Rang Großbritannien: 6. Rang Italien: 7. Rang Niederlande: 8. Rang Belgien: 9. Rang | weitere Platzierungen: Schweden: 5. Rang Großbritannien: 6. Rang Italien: 7. Rang Niederlande: 8. Rang Belgien: 9. Rang | weitere Platzierungen: Schweden: 5. Rang Großbritannien: 6. Rang Italien: 7. Rang Niederlande: 8. Rang Belgien: 9. Rang | weitere Platzierungen: Schweden: 5. Rang Großbritannien: 6. Rang Italien: 7. Rang Niederlande: 8. Rang Belgien: 9. Rang | weitere Platzierungen: Schweden: 5. Rang Großbritannien: 6. Rang Italien: 7. Rang Niederlande: 8. Rang Belgien: 9. Rang | weitere Platzierungen: Schweden: 5. Rang Großbritannien: 6. Rang Italien: 7. Rang Niederlande: 8. Rang Belgien: 9. Rang | 60 55 50 45 40   |

Einzelwertung CICO 3*
| Rang | Reiter           | Pferd           | Mannschafts- wertung | Minuspunkte | Minuspunkte | Minuspunkte | Minuspunkte |
| Rang | Reiter           | Pferd           | Mannschafts- wertung | Dressur     | Gelände     | Springen    | Gesamt      |
| ---- | ---------------- | --------------- | -------------------- | ----------- | ----------- | ----------- | ----------- |
| 1    | Michael Jung     | Sam FBW         | ja                   | 35,90       | 3,20        | 1,00        | 40,10       |
| 2    | Michael Jung     | Rocana FST      | nein                 | 34,70       | 5,60        | 0,00        | 40,30       |
| 3    | Sandra Auffarth  | Opgun Louvo     | ja                   | 45,90       | 0,00        | 0,00        | 45,90       |
| 4    | Nicolas Touzaint | Crocket         | ja                   | 46,00       | 5,60        | 0,00        | 51,60       |
| 5    | Thomas Carlile   | Sirocco du Gers | ja                   | 44,40       | 7,20        | 0,00        | 51,60       |

Anmerkung:
1. ↑  5. Platz, da schlechteres Geländeergebnis als Nicolas Touzaint

### 2. Prüfung: Irland
Im Rahmen des Vielseitigkeitsreitturniers Ballindenisk Horse Trials fand zum dritten Mal der irische Nationenpreis statt. Das CICO 3*-Turnier, das auf dem Gelände des Ballindenisk House bei Watergrasshill im irischen County Cork stattfand, wurde vom 22. bis 24. April 2016 ausgetragen.
Wie in den beiden Jahren zuvor siegte hier die Equipe Großbritanniens, es waren drei Mannschaften am Start.
Mannschaftswertung CICO 3*
|         | Mannschaft     | Reiter und Pferde                        | Minuspunkte | Minuspunkte | Minuspunkte | Minuspunkte | Wertungs- punkte |
| Dressur | Mannschaft     | Reiter und Pferde                        | Springen    | Gelände     | Gesamt      |             | Wertungs- punkte |
| ------- | -------------- | ---------------------------------------- | ----------- | ----------- | ----------- | ----------- | ---------------- |
| 1       | Großbritannien | Oliver Townend Cooley                    | 40,70       | 8,00        | 0,00        | 48,70       |                  |
| 1       | Großbritannien | Franky Reid-Warrilow Dolley Whisper      | 48,50       | 2,00        | 0,80        | 51,30       |                  |
| 1       | Großbritannien | Wills Oakden Merikano                    | 50,80       | 12,00       | 0,00        | 62,80       |                  |
| 1       | Großbritannien | Isabelle Taylor Briarlands Birdsong      | 53,50       | 0,00        | 11,00       | (64,50)     |                  |
| 1       | Großbritannien |                                          |             |             |             | 162,80      | 100              |
| 2       | Irland         | Joseph Murphy Sportsfield Othello        | 51,10       | 0,00        | 4,00        | 55,10       |                  |
| 2       | Irland         | Michael Ryan Ballylynch Adventure        | 50,50       | 5,00        | 3,20        | 58,70       |                  |
| 2       | Irland         | Cathal Daniels Barnaboy Freeman          | 61,10       | 0,00        | 7,60        | 68,70       |                  |
| 2       | Irland         | Nicola Ennis Jack of Hearts              | 53,30       | 21,00       | AUFG        | (1000,00)   |                  |
| 2       | Irland         |                                          |             |             |             | 182,50      | 90               |
| 3       | Frankreich     | Geoffroy Soullez Madiran du Liot         | 45,60       | 4,00        | 6,80        | 56,40       |                  |
| 3       | Frankreich     | Arnaud Boiteau Sultan de la Motte        | 59,70       | 0,00        | 2,40        | 62,10       |                  |
| 3       | Frankreich     | Matthieu van Landeghem Safran du Chanois | 51,10       | 14,00       | 0,80        | 65,90       |                  |
| 3       | Frankreich     | Marie Caroline Barbier Picasso d'Oreal   | 56,40       | 14,00       | 2,00        | (72,40)     |                  |
| 3       | Frankreich     |                                          |             |             |             | 184,40      | 80               |

Einzelwertung CICO 3*
| Rang | Reiter               | Pferd          | Mannschafts- wertung | Minuspunkte | Minuspunkte | Minuspunkte | Minuspunkte |
| Rang | Reiter               | Pferd          | Mannschafts- wertung | Dressur     | Springen    | Gelände     | Gesamt      |
| ---- | -------------------- | -------------- | -------------------- | ----------- | ----------- | ----------- | ----------- |
| 1    | Pippa Funnell        | Mirage D'Elle  | nein                 | 46,80       | 0,00        | 0,00        | 46,80       |
| 2    | Oliver Townend       | Cooley         | ja                   | 40,70       | 8,00        | 0,00        | 48,70       |
| 3    | Franky Reid-Warrilow | Dolley Whisper | ja                   | 48,50       | 2,00        | 0,80        | 51,30       |
| 4    | Alex Hua Tian        | Don Geniro     | nein                 | 45,30       | 7,00        | 2,00        | 54,30       |
| 5    | Ludwig Svennerstål   | Southway       | nein                 | 48,30       | 4,00        | 2,40        | 54,70       |

### 3. Prüfung: Vereinigtes Königreich
Vom 26. bis 29. Mai 2016 wurde die britische Etappe des Nations Cup 2016, die Houghton International Horse Trials, durchgeführt. Austragungsort war der Landsitz Houghton Hall in der Grafschaft Norfolk.
Im Nationenpreis gingen sieben Mannschaften an den Start, von denen sechs ein vollständiges Mannschaftsergebnis in das Ziel brachten. Die Vereinigten Staaten von Amerika waren nur mit drei Reitern an den Start gegangen, durch das Aus von Elisabeth Halliday-Sharp am Geländetag gingen für sie 1000 Punkte in das Mannschaftsergebnis ein. Wie im Vorjahr errang Deutschland den Sieg. In der Einzelwertung gewann die championatserfahrene Britin Nicola Wilson, die mit ihrem zweiten Pferd zudem auch den dritten Platz belegte.
Mannschaftswertung CICO 3*
|                                                                                             | Mannschaft                                                                                  | Reiter und Pferde                                                                           | Minuspunkte                                                                                 | Minuspunkte                                                                                 | Minuspunkte                                                                                 | Minuspunkte                                                                                 | Wertungs- punkte |
| Dressur                                                                                     | Mannschaft                                                                                  | Reiter und Pferde                                                                           | Springen                                                                                    | Gelände                                                                                     | Gesamt                                                                                      |                                                                                             | Wertungs- punkte |
| ------------------------------------------------------------------------------------------- | ------------------------------------------------------------------------------------------- | ------------------------------------------------------------------------------------------- | ------------------------------------------------------------------------------------------- | ------------------------------------------------------------------------------------------- | ------------------------------------------------------------------------------------------- | ------------------------------------------------------------------------------------------- | ---------------- |
| 1                                                                                           | Deutschland                                                                                 | Josefa Sommer Hamilton                                                                      | 51,60                                                                                       | 7,00                                                                                        | 2,00                                                                                        | (60,60)                                                                                     |                  |
| 1                                                                                           | Deutschland                                                                                 | Peter Thomsen Barny                                                                         | 44,30                                                                                       | 0,00                                                                                        | 0,40                                                                                        | 44,70                                                                                       |                  |
| 1                                                                                           | Deutschland                                                                                 | Josephine Schnaufer Sambuuca                                                                | 44,00                                                                                       | 0,00                                                                                        | 0,00                                                                                        | 44,00                                                                                       |                  |
| 1                                                                                           | Deutschland                                                                                 | Bettina Hoy Seigneur Medicott                                                               | 39,20                                                                                       | 8,00                                                                                        | 1,20                                                                                        | 48,40                                                                                       |                  |
| 1                                                                                           | Deutschland                                                                                 |                                                                                             |                                                                                             |                                                                                             |                                                                                             | 137,10                                                                                      | 100              |
| 2                                                                                           | Australien                                                                                  | Sam Griffiths Beaurepaire Nemo                                                              | 41,00                                                                                       | 0,00                                                                                        | 5,60                                                                                        | 46,60                                                                                       |                  |
| 2                                                                                           | Australien                                                                                  | Andrew Hoy Rutherglen                                                                       | 42,70                                                                                       | 0,00                                                                                        | 0,00                                                                                        | 42,70                                                                                       |                  |
| 2                                                                                           | Australien                                                                                  | Kevin McNab Wonham What Next                                                                | 54,20                                                                                       | 13,00                                                                                       | 20,80                                                                                       | (88,00)                                                                                     |                  |
| 2                                                                                           | Australien                                                                                  | Tim Boland Billy Elliot                                                                     | 47,20                                                                                       | 1,00                                                                                        | 6,00                                                                                        | 54,20                                                                                       |                  |
| 2                                                                                           | Australien                                                                                  |                                                                                             |                                                                                             |                                                                                             |                                                                                             | 143,50                                                                                      | 90               |
| 3                                                                                           | Frankreich                                                                                  | Denis Mesples Oregon de la Vigne                                                            | 52,80                                                                                       | 11,00                                                                                       | 14,80                                                                                       | (78,60)                                                                                     |                  |
| 3                                                                                           | Frankreich                                                                                  | Geoffroy Soullez Madiran du Liot                                                            | 41,50                                                                                       | 4,00                                                                                        | 8,40                                                                                        | 53,90                                                                                       |                  |
| 3                                                                                           | Frankreich                                                                                  | Didier Dhennin Troubadour Camphoux                                                          | 52,10                                                                                       | 0,00                                                                                        | 0,00                                                                                        | 52,10                                                                                       |                  |
| 3                                                                                           | Frankreich                                                                                  | Matthieu van Landeghem Trouble Fete                                                         | 40,40                                                                                       | 0,00                                                                                        | 0,00                                                                                        | 40,40                                                                                       |                  |
| 3                                                                                           | Frankreich                                                                                  |                                                                                             |                                                                                             |                                                                                             |                                                                                             | 146,40                                                                                      | 80               |
| 4                                                                                           | Großbritannien                                                                              | Izzy Taylor Call Me Maggie May                                                              | 45,10                                                                                       | 2,00                                                                                        | 29,60                                                                                       | (76,70)                                                                                     |                  |
| 4                                                                                           | Großbritannien                                                                              | Laura Collett Mr Bass                                                                       | 47,40                                                                                       | 0,00                                                                                        | 0,00                                                                                        | 47,40                                                                                       |                  |
| 4                                                                                           | Großbritannien                                                                              | Coral Keen Wellshead Fare Opposition                                                        | 46,40                                                                                       | 0,00                                                                                        | 14,40                                                                                       | 60,80                                                                                       |                  |
| 4                                                                                           | Großbritannien                                                                              | Sarah Bullimore Valentino V                                                                 | 44,10                                                                                       | 0,00                                                                                        | 0,00                                                                                        | 44,10                                                                                       |                  |
| 4                                                                                           | Großbritannien                                                                              |                                                                                             |                                                                                             |                                                                                             |                                                                                             | 152,30                                                                                      | 70               |
| weitere Platzierungen: Neuseeland: 5. Rang Niederlande: 6. Rang Vereinigte Staaten: 7. Rang | weitere Platzierungen: Neuseeland: 5. Rang Niederlande: 6. Rang Vereinigte Staaten: 7. Rang | weitere Platzierungen: Neuseeland: 5. Rang Niederlande: 6. Rang Vereinigte Staaten: 7. Rang | weitere Platzierungen: Neuseeland: 5. Rang Niederlande: 6. Rang Vereinigte Staaten: 7. Rang | weitere Platzierungen: Neuseeland: 5. Rang Niederlande: 6. Rang Vereinigte Staaten: 7. Rang | weitere Platzierungen: Neuseeland: 5. Rang Niederlande: 6. Rang Vereinigte Staaten: 7. Rang | weitere Platzierungen: Neuseeland: 5. Rang Niederlande: 6. Rang Vereinigte Staaten: 7. Rang | 60 55 50         |

Einzelwertung CICO 3*
| Rang | Reiter                 | Pferd            | Mannschafts- wertung | Minuspunkte | Minuspunkte | Minuspunkte | Minuspunkte |
| Rang | Reiter                 | Pferd            | Mannschafts- wertung | Dressur     | Springen    | Gelände     | Gesamt      |
| ---- | ---------------------- | ---------------- | -------------------- | ----------- | ----------- | ----------- | ----------- |
| 1    | Nicola Wilson          | One Two Many     | nein                 | 36,30       | 0,00        | 0,00        | 36,30       |
| 2    | Matthieu van Landeghem | Trouble Fete     | ja                   | 40,40       | 0,00        | 0,00        | 40,40       |
| 3    | Nicola Wilson          | Annie Clover     | nein                 | 40,10       | 0,00        | 1,20        | 41,30       |
| 4    | Andrew Hoy             | Rutherglen       | ja                   | 42,70       | 0,00        | 0,00        | 42,70       |
| 5    | Oliver Townend         | Dromgurrihy Blue | ja                   | 43,60       | 0,00        | 0,00        | 43,60       |

### 4. Prüfung: Polen
Am Austragungsort der Vielseitigkeits-Europameisterschaften 2017, der niederschlesischen Stadt Strzegom, wurde auch im Jahr 2016 das polnische Nationenpreisturnier der Vielseitigkeitsreiter ausgetragen. Vom 23. bis 26. Juni 2016 wurden hier die Strzegom Horse Trials durchgeführt. Neben dem CICO 3*-Nationenpreis wurden hier zeitgleich sechs weitere Vielseitigkeitsprüfungen angeboten, von der 1*-Vielseitigkeit bis hin zum CCI 3*.
Erneut war die Geländestrecke von Strzegom sehr selektiv: Es gingen acht Mannschaften an den Start, hiervon erreichten bei zwei Equipen jeweils nur einer von vier Reitern das Ziel. Der Sieg ging mit 13,3 Minuspunkten Vorsprung an Großbritannien. Italien kam auf den weiteren Rang, alle weiteren Mannschaften folgten mit deutlichem Abstand. Eine Woche nach der großen Luhmühlener Vielseitigkeit (CCI 4* und CIC 3*, mit deutscher Meisterschaft) war Deutschland nur mit drei Reitern vertreten und kam auf den vierten Rang. Michael Jung, der auf den Start in Luhmühlen verzichtet hatte, kam in der Einzelwertung auf den zweiten und vierten Rang, der Sieg ging mit 0,10 Minuspunkten Vorsprung an Ludwig Svennerstål.
Mannschaftswertung CICO 3*
|                                                                                                  | Mannschaft                                                                                       | Reiter und Pferde                                                                                | Minuspunkte                                                                                      | Minuspunkte                                                                                      | Minuspunkte                                                                                      | Minuspunkte                                                                                      | Wertungs- punkte |
| Dressur                                                                                          | Mannschaft                                                                                       | Reiter und Pferde                                                                                | Gelände                                                                                          | Springen                                                                                         | Gesamt                                                                                           |                                                                                                  | Wertungs- punkte |
| ------------------------------------------------------------------------------------------------ | ------------------------------------------------------------------------------------------------ | ------------------------------------------------------------------------------------------------ | ------------------------------------------------------------------------------------------------ | ------------------------------------------------------------------------------------------------ | ------------------------------------------------------------------------------------------------ | ------------------------------------------------------------------------------------------------ | ---------------- |
| 1                                                                                                | Großbritannien                                                                                   | Rosalind Canter Allstar B                                                                        | 46,20                                                                                            | 0,00                                                                                             | 0,00                                                                                             | 46,20                                                                                            |                  |
| 1                                                                                                | Großbritannien                                                                                   | Isabelle Taylor Briarlands Matilda                                                               | 48,50                                                                                            | 0,00                                                                                             | 0,00                                                                                             | 48,50                                                                                            |                  |
| 1                                                                                                | Großbritannien                                                                                   | Laura Collett Cooley Again                                                                       | 58,30                                                                                            | 3,60                                                                                             | 4,00                                                                                             | 65,90                                                                                            |                  |
| 1                                                                                                | Großbritannien                                                                                   | Holly Woodhead Fernhill Facetime                                                                 | 59,20                                                                                            | 10,80                                                                                            | 4,00                                                                                             | (74,00)                                                                                          |                  |
| 1                                                                                                | Großbritannien                                                                                   |                                                                                                  |                                                                                                  |                                                                                                  |                                                                                                  | 160,60                                                                                           | 100              |
| 2                                                                                                | Italien                                                                                          | Pietro Roman Barraduff                                                                           | 45,90                                                                                            | 1,20                                                                                             | 8,00                                                                                             | 55,10                                                                                            |                  |
| 2                                                                                                | Italien                                                                                          | Stefano Brecciaroli Apollo van de Wendi Kurt Hoeve                                               | 45,10                                                                                            | 7,60                                                                                             | 4,00                                                                                             | 56,70                                                                                            |                  |
| 2                                                                                                | Italien                                                                                          | Juan Carlos García Querfou                                                                       | 58,10                                                                                            | 0,00                                                                                             | 4,00                                                                                             | 62,10                                                                                            |                  |
| 2                                                                                                | Italien                                                                                          | Pietro Sandei Inistioge Ohio                                                                     | 59,00                                                                                            | 56,00                                                                                            | 8,00                                                                                             | (123,00)                                                                                         |                  |
| 2                                                                                                | Italien                                                                                          |                                                                                                  |                                                                                                  |                                                                                                  |                                                                                                  | 173,90                                                                                           | 90               |
| 3                                                                                                | Belgien                                                                                          | Karin Donckers Grandioz                                                                          | 58,20                                                                                            | 0,00                                                                                             | 4,00                                                                                             | 62,20                                                                                            |                  |
| 3                                                                                                | Belgien                                                                                          | Xavier Snackers En Silence Otrang                                                                | 55,60                                                                                            | 25,20                                                                                            | 0,00                                                                                             | 80,80                                                                                            |                  |
| 3                                                                                                | Belgien                                                                                          | Lola Madrenas Roulette W                                                                         | 60,90                                                                                            | 30,80                                                                                            | 4,00                                                                                             | 95,70                                                                                            |                  |
| 3                                                                                                | Belgien                                                                                          | Lara de Liedekerke-Meier Alpaga d'Arville                                                        | 64,20                                                                                            | AUFG                                                                                             |                                                                                                  | (1000,00)                                                                                        |                  |
| 3                                                                                                | Belgien                                                                                          |                                                                                                  |                                                                                                  |                                                                                                  |                                                                                                  | 238,70                                                                                           | 80               |
| 4                                                                                                | Deutschland                                                                                      | Michael Jung Rocana FST                                                                          | 38,30                                                                                            | 8,40                                                                                             | 0,00                                                                                             | 46,70                                                                                            |                  |
| 4                                                                                                | Deutschland                                                                                      | Jörg Kurbel Brookfield de Bouncer                                                                | 48,80                                                                                            | 42,80                                                                                            | 4,00                                                                                             | 95,60                                                                                            |                  |
| 4                                                                                                | Deutschland                                                                                      | Falk-Filip-Finn Westerich FBW Gina K                                                             | 53,70                                                                                            | 40,00                                                                                            | 9,00                                                                                             | 102,70                                                                                           |                  |
| 4                                                                                                | Deutschland                                                                                      |                                                                                                  |                                                                                                  |                                                                                                  |                                                                                                  | 245,00                                                                                           | 70               |
| weitere Platzierungen: Norwegen: 5. Rang Schweiz: 6. Rang Schweden: 7. Rang Niederlande: 8. Rang | weitere Platzierungen: Norwegen: 5. Rang Schweiz: 6. Rang Schweden: 7. Rang Niederlande: 8. Rang | weitere Platzierungen: Norwegen: 5. Rang Schweiz: 6. Rang Schweden: 7. Rang Niederlande: 8. Rang | weitere Platzierungen: Norwegen: 5. Rang Schweiz: 6. Rang Schweden: 7. Rang Niederlande: 8. Rang | weitere Platzierungen: Norwegen: 5. Rang Schweiz: 6. Rang Schweden: 7. Rang Niederlande: 8. Rang | weitere Platzierungen: Norwegen: 5. Rang Schweiz: 6. Rang Schweden: 7. Rang Niederlande: 8. Rang | weitere Platzierungen: Norwegen: 5. Rang Schweiz: 6. Rang Schweden: 7. Rang Niederlande: 8. Rang | 60 55 50 45      |

Einzelwertung CICO 3*
| Rang | Reiter             | Pferd          | Mannschafts- wertung | Minuspunkte | Minuspunkte | Minuspunkte | Minuspunkte |
| Rang | Reiter             | Pferd          | Mannschafts- wertung | Dressur     | Gelände     | Springen    | Gesamt      |
| ---- | ------------------ | -------------- | -------------------- | ----------- | ----------- | ----------- | ----------- |
| 1    | Ludwig Svennerstål | King Bob       | ja                   | 40,50       | 0,00        | 0,00        | 40,50       |
| 2    | Michael Jung       | Takinou        | nein                 | 34,20       | 6,40        | 0,00        | 40,60       |
| 3    | Rosalind Canter    | Allstar B      | ja                   | 46,20       | 0,00        | 0,00        | 46,20       |
| 4    | Michael Jung       | Rocana FST     | ja                   | 38,30       | 8,40        | 0,00        | 46,70       |
| 5    | Pietro Sandei      | Rubis de Prere | nein                 | 43,80       | 0,40        | 4,00        | 48,20       |

### 5. Prüfung: Vereinigte Staaten von Amerika
Die erste Wertungsprüfung des Nations Cups der Vielseitigkeitsreiter außerhalb Europas fand vom 8. bis 10. Juli 2016 in der Kleinstadt The Plains in Virginia, 75 km entfernt von Washington D.C., statt. Das Nationenpreisturnier Great Meadow International war als CICO 3* ausgeschrieben und diente zugleich als Olympia-Vorbereitungsturnier für die US-amerikanische Equipe.
In The Plains umfasste das Starterfeld überwiegend Reiter aus der Gastgebernation, daneben brachten auch Großbritannien und Kanada Mannschaften an den Start. Mit fast 40 Minuspunkten Vorsprung ging der Sieg klar an die Vereinigten Staaten.
Mannschaftswertung CICO 3*
|         | Mannschaft         | Reiter und Pferde                     | Minuspunkte | Minuspunkte | Minuspunkte | Minuspunkte | Wertungs- punkte |
| Dressur | Mannschaft         | Reiter und Pferde                     | Springen    | Gelände     | Gesamt      |             | Wertungs- punkte |
| ------- | ------------------ | ------------------------------------- | ----------- | ----------- | ----------- | ----------- | ---------------- |
| 1       | Vereinigte Staaten | Phillip Dutton Fernhill Fugitive      | 47,20       | 0,00        | 3,20        | 50,40       |                  |
| 1       | Vereinigte Staaten | Lauren Kieffer Meadowbrook's Scarlett | 50,60       | 4,00        | 0,40        | (55,00)     |                  |
| 1       | Vereinigte Staaten | Boyd Martin Welcome Shadow            | 48,80       | 0,00        | 1,60        | 50,40       |                  |
| 1       | Vereinigte Staaten | Clark Montgomery Loughan Glen         | 36,30       | 0,00        | 1,20        | 37,50       |                  |
| 1       | Vereinigte Staaten |                                       |             |             |             | 138,30      | 100              |
| 2       | Kanada             | Jessica Phoenix Bentleys Best         | 44,10       | 0,00        | 14,00       | 58,10       |                  |
| 2       | Kanada             | Waylon Roberts Kelecyn Cognac         | 54,20       | 12,00       | 4,00        | (70,20)     |                  |
| 2       | Kanada             | Colleen Loach Qorry Blue D'Argouges   | 53,50       | 0,00        | 3,60        | 57,10       |                  |
| 2       | Kanada             | Selena O’Hanlon Foxwood High          | 51,60       | 8,00        | 2,80        | 62,40       |                  |
| 2       | Kanada             |                                       |             |             |             | 177,60      | 90               |
| 3       | Großbritannien     | Ben Way Willows Tipster               | 60,70       | 8,00        | 0,80        | 69,50       |                  |
| 3       | Großbritannien     | Justine Dutton Huck Finn              | 61,40       | 12,00       | 22,40       | 135,80      |                  |
| 3       | Großbritannien     | Jodie Amos Wise Crack                 | 49,00       | 0,00        | 0,00        | 49,00       |                  |
| 3       | Großbritannien     | Rosalind Canter Zenshera              | 50,00       | 4,00        | AUSG        | (1000,00)   |                  |
| 3       | Großbritannien     |                                       |             |             |             | 254,30      | 80               |

Einzelwertung CICO 3*
| Rang | Reiter                | Pferd            | Mannschafts- wertung | Minuspunkte | Minuspunkte | Minuspunkte | Minuspunkte |
| Rang | Reiter                | Pferd            | Mannschafts- wertung | Dressur     | Springen    | Gelände     | Gesamt      |
| ---- | --------------------- | ---------------- | -------------------- | ----------- | ----------- | ----------- | ----------- |
| 1    | Clark Montgomery      | Loughan Glen     | ja                   | 36,30       | 0,00        | 1,20        | 37,50       |
| 2    | Marilyn Little        | Demeter          | nein                 | 43,80       | 0,00        | 0,00        | 43,80       |
| 3    | Jodie Amos            | Wise Crack       | ja                   | 49,00       | 0,00        | 0,00        | 49,00       |
| 4    | Holly Payne Caravella | Santino          | nein                 | 47,20       | 0,00        | 2,80        | 50,00       |
| 5    | Hannah Sue Burnett    | Under Suspection | nein                 | 49,80       | 0,00        | 0,40        | 50,20       |

### 6. Prüfung: Deutschland
Die deutschen Nationenpreisturniere in fünf Disziplinen, so auch in der Vielseitigkeit, fanden vom 8. bis 17. Juli 2016 in Aachen statt. Die Vielseitigkeitsreiter traten beim CHIO Aachen zunächst am Freitag, den 15. Juli in den Teilprüfungen Dressur und Springen an, am Folgetag stand dann die abschließende Geländeprüfung auf dem Programm.
In Aachen gingen neun Mannschaften an den Start. Die australische Equipe, bestehend jeweils zur Hälfte aus Reitern mit Wohnsitz in Australien und in Europa, ging bereits mit ihrem Dressurergebnis in Führung und ließ sich diese auch bis zum Ende der Prüfung nicht mehr nehmen. Auf den nachfolgenden Plätzen hingegen deutete sich nach dem Springen eine knappe Entscheidung an: Die Mannschaften von Neuseeland, Großbritannien und Deutschland lagen mit nur 0,70 Minuspunkten Abstand zueinander auf den Plätzen zwei bis vier. Neuseeland und Großbritannien mussten im Gelände jedoch jeweils das Ausscheiden eines Reiters und zusätzliche hohe Minuspunktzahlen für einen weiteren Reiter hinnehmen, so dass diese im Endergebnis auf den vierten und fünften Platz zurückfielen. Stattdessen kämpfte sich Irland Platz für Platz nach vorne: Mit durchschnittlichen Dressurergebnissen lagen sie zunächst nur auf dem achten Rang. Obwohl für Irland nur drei Teilnehmer am Start waren und somit kein Streichergebnis zur Verfügung stand, blieben sie im Springen komplett fehlerfrei und kassierten im Gelände auch nur 22,8 Minuspunkte, so dass sie im Endklassement auf den dritten Rang kamen. Mit noch besseren Leistungen auf der Geländestrecke konnte die deutsche Equipe ein mäßiges Ergebnis des Springparcours wieder ausgleichen und kam im Endergebnis auf Rang zwei.
In der Einzelwertung lag am Geländetag lange Zeit Ingrid Klimke mit ihrem Pferd Hale Bob in Führung, mit ihrem Mannschaftspferd Escada setzte sie sich zwischenzeitlich auch noch auf den zweiten Rang. Der Australier Shane Rose übernahm von ihr die Führung. Als letztes Paar gingen Michael Jung und Takinou in das Gelände. Beide lagen nach Dressur und Springen auf dem zweiten Platz (nur Julia Krajewski war mit Samourai du Thot noch besser platziert, zog jedoch vor dem Gelände ihren Start zurück). Um die Führung zu behalten, durfte sich Jung maximal 5,20 Minuspunkte für Zeitüberschreitung erlauben – was ihm exakt gelang.
Mannschaftswertung CICO 3*
| | Mannschaft | Reiter und Pferde | Minuspunkte | Minuspunkte | Minuspunkte | Minuspunkte | Wertungs- punkte |
| Dressur | Mannschaft | Reiter und Pferde | Springen | Gelände | Gesamt | | Wertungs- punkte |
| --- | --- | --- | --- | --- | --- | --- | ---------------- |
| 1 | Australien | Shane Rose CP Qualified | 41,20 | 0,00 | 1,60 | 42,80 |                  |
| 1 | Australien | Christopher Burton Nobilis | 40,80 | 8,00 | 0,40 | 49,20 |                  |
| 1 | Australien | Samantha Birch Hunter Valley II | 45,80 | 4,00 | 3,60 | 53,40 |                  |
| 1 | Australien | Sonja Johnson Parkiarrup Illicit Liaison                                                                                              | 53,50 | 8,00 | 4,00 | (65,50) |                  |
| 1 | Australien | | | | | 145,40 | 100              |
| 2 | Deutschland | Ingrid Klimke Escada FRH | 42,90 | 0,00 | 4,00 | 46,90 |                  |
| 2 | Deutschland | Michael Jung Sam FBW | 41,50 | 3,00 | 5,20 | 49,70 |                  |
| 2 | Deutschland | Dirk Schrade Hop and Skip | 47,50 | 8,00 | 2,80 | 58,30 |                  |
| 2 | Deutschland | Andreas Ostholt So is et | 44,10 | 12,00 | 6,80 | (62,90) |                  |
| 2 | Deutschland | | | | | 154,90 | 90               |
| 3 | Irland | Aoife Clark Wasting Light | 52,80 | 0,00 | 5,20 | 58,00 |                  |
| 3 | Irland | Elizabeth Power Soladoun | 55,50 | 0,00 | 3,20 | 58,70 |                  |
| 3 | Irland | Sarah Ennis Diamond Delux | 48,80 | 0,00 | 14,40 | 63,20 |                  |
| 3 | Irland | | | | | 179,90 | 80               |
| 4 | Neuseeland | Jonelle Price Faerie Dianimo | 35,30 | 8,00 | 6,80 | 50,10 |                  |
| 4 | Neuseeland | Jonathan Paget Signature | 47,80 | 0,00 | 4,40 | 52,20 |                  |
| 4 | Neuseeland | Tim Price Bango | 53,00 | 0,00 | 36,40 | 89,40 |                  |
| 4 | Neuseeland | Blyth Tait Xanthus III | 51,10 | 8,00 | AUSG | (1000,00) |                  |
| 4 | Neuseeland | | | | | 191,70 | 70               |
| weitere Platzierungen: Großbritannien: 5. Rang Vereinigte Staaten: 6. Rang Niederlande: 7. Rang Frankreich: 8. Rang Schweden: 9. Rang | weitere Platzierungen: Großbritannien: 5. Rang Vereinigte Staaten: 6. Rang Niederlande: 7. Rang Frankreich: 8. Rang Schweden: 9. Rang | weitere Platzierungen: Großbritannien: 5. Rang Vereinigte Staaten: 6. Rang Niederlande: 7. Rang Frankreich: 8. Rang Schweden: 9. Rang | weitere Platzierungen: Großbritannien: 5. Rang Vereinigte Staaten: 6. Rang Niederlande: 7. Rang Frankreich: 8. Rang Schweden: 9. Rang | weitere Platzierungen: Großbritannien: 5. Rang Vereinigte Staaten: 6. Rang Niederlande: 7. Rang Frankreich: 8. Rang Schweden: 9. Rang | weitere Platzierungen: Großbritannien: 5. Rang Vereinigte Staaten: 6. Rang Niederlande: 7. Rang Frankreich: 8. Rang Schweden: 9. Rang | weitere Platzierungen: Großbritannien: 5. Rang Vereinigte Staaten: 6. Rang Niederlande: 7. Rang Frankreich: 8. Rang Schweden: 9. Rang | 60 55 50 45 40   |

Einzelwertung CICO 3*
| Rang | Reiter             | Pferd        | Mannschafts- wertung | Minuspunkte | Minuspunkte | Minuspunkte | Minuspunkte |
| Rang | Reiter             | Pferd        | Mannschafts- wertung | Dressur     | Springen    | Gelände     | Gesamt      |
| ---- | ------------------ | ------------ | -------------------- | ----------- | ----------- | ----------- | ----------- |
| 1    | Michael Jung       | Takinou      | nein                 | 37,20       | 0,00        | 5,20        | 42,40       |
| 2    | Shane Rose         | CP Qualified | ja                   | 41,20       | 0,00        | 1,60        | 42,80       |
| 3    | Ingrid Klimke      | Hale Bob OLD | nein                 | 40,30       | 4,00        | 0,00        | 44,30       |
| 4    | Ingrid Klimke      | Escada FRH   | ja                   | 42,90       | 0,00        | 4,00        | 46,90       |
| 5    | Christopher Burton | Nobilis      | ja                   | 40,80       | 8,00        | 0,40        | 49,20       |

### 7. Prüfung: Italien
Nachdem in den Vorjahren beim Nationenpreis von Montelibretti nur wenige Reiter an den Start gingen und im Jahr 2015 die Mannschaftswertung komplett abgesagt wurde, wurde der italienische Nationenpreis neu vergeben. Im Jahr 2016 wurde dieser nun in Vidigulfo (Ortsteil Vairano), in direkter Nachbarschaft zur Automobil-Rennstrecke Autodromo di Vairano ausgetragen. Das CICO 3*-Turnier fand vom 16. bis 18. September 2016 statt.
Während die deutschen Reiter den parallel durchgeführten CCI 3* dominierten (von den Plätzen eins bis fünf kamen vier Reiter aus Deutschland), kam es in der Mannschaftswertung des CICO 3* zu einer Kopf-an-Kopf-Entscheidung zwischen Frankreich und Deutschland. Während nach der Dressur Frankreich nur knapp vor der Schweiz und Deutschland führte, fiel die deutsche Equipe im Gelände leicht zurück. Die Schweiz rutschte durch die Aufgabe von Jennifer Eicher an das Ende das Klassements. Im Springen konnte sich Deutschland mit nur vier zusätzlichen Minuspunkten wieder an Frankreich heranarbeiten, es blieb jedoch bis zum Schluss bei der französischen Führung. In der Einzelwertung des CICO 3* hingegen siegte Andreas Ostholt mit Pennsylvania mit über zwei Minuspunkten Vorsprung.
Mannschaftswertung CICO 3*
|         | Mannschaft  | Reiter und Pferde                          | Minuspunkte | Minuspunkte | Minuspunkte | Minuspunkte | Wertungs- punkte |
| Dressur | Mannschaft  | Reiter und Pferde                          | Gelände     | Springen    | Gesamt      |             | Wertungs- punkte |
| ------- | ----------- | ------------------------------------------ | ----------- | ----------- | ----------- | ----------- | ---------------- |
| 1       | Frankreich  | Raphael Cochet Sherazad de Louviere        | 53,60       | 1,20        | 0,00        | 54,80       |                  |
| 1       | Frankreich  | Remi Pillot Tol Chik du Levant             | 47,70       | 3,60        | 4,00        | 55,30       |                  |
| 1       | Frankreich  | Nicolas Mabire Tourmaline du Fief          | 44,50       | 4,80        | 16,00       | (65,30)     |                  |
| 1       | Frankreich  | François Lemiere Ogustin du Terroir        | 48,50       | 0,40        | 0,00        | 48,90       |                  |
| 1       | Frankreich  |                                            |             |             |             | 159,00      | 100              |
| 2       | Deutschland | Jörg Kurbel Brookfield de Bouncer          | 49,60       | 8,80        | 0,00        | 58,40       |                  |
| 2       | Deutschland | Felix Etzel Bandit                         | 50,40       | 1,20        | 4,00        | 55,60       |                  |
| 2       | Deutschland | Falk-Filip-Finn Westerich FBW Gina K       | 50,60       | 10,80       | 0,00        | (61,40)     |                  |
| 2       | Deutschland | Andreas Ostholt Pennsylvania               | 43,30       | 2,80        | 0,00        | 46,10       |                  |
| 2       | Deutschland |                                            |             |             |             | 160,10      | 90               |
| 3       | Italien     | Pietro Sandei Rubis de Prere               | 47,60       | 2,00        | 4,00        | 53,60       |                  |
| 3       | Italien     | Evelina Bertoli Quidam del Duero           | 53,90       | 3,20        | 0,00        | 57,10       |                  |
| 3       | Italien     | Marco Biasia Trebarwith                    | 50,10       | 14,00       | 4,00        | 68,10       |                  |
| 3       | Italien     | Rebecca Chiappero Quilando Z               | 56,80       | 7,60        | 8,00        | (72,40)     |                  |
| 3       | Italien     |                                            |             |             |             | 178,80      | 80               |
| 4       | Schweiz     | Felix Vogg Cleveland III                   | 43,70       | 6,40        | 8,00        | 58,10       |                  |
| 4       | Schweiz     | Jennifer Eicher Okonos de la Blancherie CH | 58,10       | AUFG        |             | (1000,00)   |                  |
| 4       | Schweiz     | Patrizia Attinger Hilton P                 | 49,80       | 8,00        | 18,00       | 75,80       |                  |
| 4       | Schweiz     | Ben Vogg Bellaney Castle                   | 47,90       | 35,60       | 8,00        | 91,50       |                  |
| 4       | Schweiz     |                                            |             |             |             | 225,40      | 70               |

Einzelwertung CICO 3*
| Rang | Reiter           | Pferd                | Mannschafts- wertung | Minuspunkte | Minuspunkte | Minuspunkte | Minuspunkte |
| Rang | Reiter           | Pferd                | Mannschafts- wertung | Dressur     | Springen    | Gelände     | Gesamt      |
| ---- | ---------------- | -------------------- | -------------------- | ----------- | ----------- | ----------- | ----------- |
| 1    | Andreas Ostholt  | Pennsylvania         | ja                   | 43,30       | 2,80        | 0,00        | 46,10       |
| 2    | François Lemiere | Ogustin du Terroir   | ja                   | 48,50       | 0,40        | 0,00        | 48,90       |
| 3    | Pietro Sandei    | Rubis de Prere       | ja                   | 47,60       | 2,00        | 4,00        | 53,60       |
| 4    | Raphael Cochet   | Sherazad de Louviere | ja                   | 53,60       | 1,20        | 0,00        | 54,80       |
| 5    | Roberto Rotatori | Castlerichmond       | nein                 | 47,60       | 3,20        | 4,00        | 54,80       |

### 8. Prüfung: Belgien
Das dritte Jahr in Folge war das Internationaal Eventing Waregem in Waregem das Nationenpreisturnier Belgiens. Ausgetragen wurde das Turnier eine Woche nach Vairano, vom 22. bis 25. September 2016.
Nach der Dressur lag die deutsche Equipe vor Schweden in Führung. Bereits von der zweiten Teilprüfung, dem Springen, zog Andreas Dibowski sein Pferd zurück, so dass seine drei jeweils 23-jährigen Mannschaftskolleginnen kein Streichergebnis mehr zur Verfügung hatten. Im Springen bekamen sehr viele Reiter vier oder mehr Minuspunkte hinzu, so dass das Klassement deutlich durcheinander gewürfelt wurde – die deutschen Reiterinnen hielten sich jedoch an der Spitze. Im Gelände mussten wenige Mannschaftsreiter Verweigerungen hinnehmen (dennoch patzen die Equipen von Belgien und Schweden), viele bekamen jedoch zweistellige Minuspunkte für das Überschreiten der vorgegebenen Zeit hinzu. Mit nur 16 Minuspunkte auf das Zwischenergebnis obendrauf stellte Deutschland das beste Geländeergebnis und stellte damit den Sieg in diesem Nationenpreis sicher. Großbritannien, dass nach der Dressur noch auf dem fünften Platz gelegen hatte, kam in der Endwertung auf den zweiten Rang.
Auch in der Einzelwertung gab es einen Start-Ziel-Sieg für ein deutsches Mannschaftspaar: Stephanie Böhe bekam mit dem Holsteiner Wallach Haytom in der Dressur 42,70 Minuspunkte, in der gesamten Prüfung kamen nur 4,40 Minuspunkte hinzu. Böhe war damit eine von nur zwei Reitern, die auf ein Ergebnis von unter 50 Minuspunkten kam.
Mannschaftswertung CICO 3*
|                                                           | Mannschaft                                                | Reiter und Pferde                                         | Minuspunkte                                               | Minuspunkte                                               | Minuspunkte                                               | Minuspunkte                                               | Wertungs- punkte |
| Dressur                                                   | Mannschaft                                                | Reiter und Pferde                                         | Springen                                                  | Gelände                                                   | Gesamt                                                    |                                                           | Wertungs- punkte |
| --------------------------------------------------------- | --------------------------------------------------------- | --------------------------------------------------------- | --------------------------------------------------------- | --------------------------------------------------------- | --------------------------------------------------------- | --------------------------------------------------------- | ---------------- |
| 1                                                         | Deutschland                                               | Stephanie Böhe Haytom                                     | 42,70                                                     | 4,00                                                      | 0,40                                                      | 47,10                                                     |                  |
| 1                                                         | Deutschland                                               | Leonie Kuhlmann Cascora                                   | 49,40                                                     | 0,00                                                      | 8,40                                                      | 57,80                                                     |                  |
| 1                                                         | Deutschland                                               | Franziska Keinki Lancaster                                | 56,20                                                     | 8,00                                                      | 7,60                                                      | 71,80                                                     |                  |
| 1                                                         | Deutschland                                               | Andreas Dibowski It's Me xx                               | 47,20                                                     | N.GES.                                                    |                                                           | (1000,00)                                                 |                  |
| 1                                                         | Deutschland                                               |                                                           |                                                           |                                                           |                                                           | 176,70                                                    | 100              |
| 2                                                         | Großbritannien                                            | Isabelle Taylor Trevidden                                 | 48,50                                                     | 4,00                                                      | 0,00                                                      | 52,50                                                     |                  |
| 2                                                         | Großbritannien                                            | Tom Jackson Dusty                                         | 54,60                                                     | 0,00                                                      | 12,40                                                     | 67,00                                                     |                  |
| 2                                                         | Großbritannien                                            | Laura Collett Cooley Again                                | 52,40                                                     | 8,00                                                      | 6,80                                                      | 67,20                                                     |                  |
| 2                                                         | Großbritannien                                            | Jodie Amos Soltair Justice                                | 53,20                                                     | 3,00                                                      | 13,60                                                     | (69,80)                                                   |                  |
| 2                                                         | Großbritannien                                            |                                                           |                                                           |                                                           |                                                           | 186,70                                                    | 90               |
| 3                                                         | Frankreich                                                | Caroline Chadelat Kadessia                                | 51,50                                                     | 0,00                                                      | 0,80                                                      | 52,30                                                     |                  |
| 3                                                         | Frankreich                                                | Pascale Boutet Pol des Vents                              | 55,90                                                     | 4,00                                                      | 10,80                                                     | 70,70                                                     |                  |
| 3                                                         | Frankreich                                                | Aurélien Leroy Seashore Spring                            | 49,60                                                     | 17,00                                                     | 12,80                                                     | 79,40                                                     |                  |
| 3                                                         | Frankreich                                                | Sidney Dufresne Swing de Perdriat                         | 51,00                                                     | 4,00                                                      | 30,80                                                     | (85,80)                                                   |                  |
| 3                                                         | Frankreich                                                |                                                           |                                                           |                                                           |                                                           | 227,60                                                    | 80               |
| 4                                                         | Niederlande                                               | Alice Naber-Lozeman Harry Belafonte                       | 51,30                                                     | 4,00                                                      | 1,60                                                      | 56,90                                                     |                  |
| 4                                                         | Niederlande                                               | Jordy Wilken Burry Spirit                                 | 58,40                                                     | 8,00                                                      | 11,20                                                     | 77,60                                                     |                  |
| 4                                                         | Niederlande                                               | Tim Lips Keyflow                                          | 58,50                                                     | 8,00                                                      | 13,20                                                     | 79,70                                                     |                  |
| 4                                                         | Niederlande                                               |                                                           |                                                           |                                                           |                                                           | 214,20                                                    | 70               |
| weitere Platzierungen: Belgien: 5. Rang Schweden: 6. Rang | weitere Platzierungen: Belgien: 5. Rang Schweden: 6. Rang | weitere Platzierungen: Belgien: 5. Rang Schweden: 6. Rang | weitere Platzierungen: Belgien: 5. Rang Schweden: 6. Rang | weitere Platzierungen: Belgien: 5. Rang Schweden: 6. Rang | weitere Platzierungen: Belgien: 5. Rang Schweden: 6. Rang | weitere Platzierungen: Belgien: 5. Rang Schweden: 6. Rang | 60 55            |

Einzelwertung CICO 3*
| Rang | Reiter              | Pferd           | Mannschafts- wertung | Minuspunkte | Minuspunkte | Minuspunkte | Minuspunkte |
| Rang | Reiter              | Pferd           | Mannschafts- wertung | Dressur     | Springen    | Gelände     | Gesamt      |
| ---- | ------------------- | --------------- | -------------------- | ----------- | ----------- | ----------- | ----------- |
| 1    | Stephanie Böhe      | Haytom          | ja                   | 42,70       | 4,00        | 0,40        | 47,10       |
| 2    | Isabelle Taylor     | Frog Rock       | nein                 | 43,40       | 4,00        | 1,60        | 49,00       |
| 3    | Caroline Chadelat   | Kadessia        | ja                   | 51,50       | 0,00        | 0,80        | 52,30       |
| 4    | Isabelle Taylor     | Trevidden       | ja                   | 48,50       | 4,00        | 0,00        | 52,50       |
| 5    | Alice Naber-Lozeman | Harry Belafonte | ja                   | 51,30       | 4,00        | 1,60        | 56,90       |

### 9. Prüfung: Niederlande
Als eines der letzten Turniere der Saison in Europa ist Military Boekelo seit der ersten Saison stets die letzte Etappe des Nations Cups. Das Nationenpreisturnier der Niederlande, ein CCIO 3*, wurde in Boekelo vom 6. bis 9. Oktober 2016 ausgerichtet.
Im Boekelo wurde an diesem Turnierwochenende nur diese eine Prüfung ausgetragen, die dafür jedoch das größte Starterfeld aller Nationenpreise dieser Saison aufwies: 94 Pferde waren mit ihren Reitern am Start, zwölf Nationen traten in der Mannschaftswertung an. Nach der Dressur lag Australien deutlich mit mehr als sieben Minuspunkten in Führung, Deutschland folgte auf dem zweiten Rang. Im Gelände mussten neun Equipen durch Ausscheiden oder Aufgabe auf mindestens einen ihrer Mannschaftsreiter verzichten. Zwei Reiter der australischen Equipe schieden in Gelände aus, so dass die Mannschaft auf den neunten Platz nach dem Gelände zurückfiel. Auch für Deutschland stand nach dem Sturz von Anna Siemer das Streichergebnis fest, so dass die Minuspunkte für zwei Verweigerungen von Ben Leuwer und Port Royal voll in das Ergebnis eingingen und die Mannschaft damit aus den Top-3-Platzierungen herausfiel. Nach eher durchschnittlichen Dressurergebnissen brachten gute Ergebnisse im Gelände und Springen die Gastgeber nach vorne, die Niederlande kamen im Endergebnis auf den dritten Rang. Den Sieg sicherte sich mit großem Vorsprung Großbritannien, dessen Reiter nach guten Dressuren fast ohne Fehler durch Gelände und das Springen kamen und damit sogar das Geländeaus nach Sturz von Flora Harris kompensieren konnte.
In der Einzelwertung kam es zu einem besonderen Erfolg für Stephanie Böhe: Die Siegerin von Waregem bestritt hier mit Haytom ihre erste 3*-Langprüfung überhaupt. Mit einem Ergebnis von 43,90 Minuspunkten lag sie in der Dressur keine zwei Minuspunkte hinter der Führenden, Isabella Innes Ker, auf dem siebten Platz. Im Gelände blieb Böhe ohne Fehler und schob sich damit auf den Spitzenrang. Im Springen blieb sie mit ihrem 14-jährigen Wallach erneut ohne Fehler und gewann damit die Prüfung und ein Preisgeld von 12.500 Euro. Der zweite Rang ging an Andreas Dibowski, auf dessen Reitanlage Stephanie Böhe seit gut einem Jahr selbstständig tätig ist.
Mannschaftswertung CCIO 3*
| | Mannschaft | Reiter und Pferde | Minuspunkte | Minuspunkte | Minuspunkte | Minuspunkte | Wertungs- punkte        |
| Dressur | Mannschaft | Reiter und Pferde | Gelände | Springen | Gesamt | | Wertungs- punkte        |
| --- | --- | --- | --- | --- | --- | --- | ----------------------- |
| 1 | Großbritannien | Oliver Townend Cooley | 45,20 | 2,40 | 0,00 | 47,60 |                         |
| 1 | Großbritannien | Laura Collett Mr. Bass | 50,70 | 0,00 | 0,00 | 50,70 |                         |
| 1 | Großbritannien | Isabelle Taylor Trevidden | 48,30 | 0,00 | 4,00 | 52,30 |                         |
| 1 | Großbritannien | Flora Harris Bayano | 45,50 | AUSG | | (1000,00) |                         |
| 1 | Großbritannien | | | | | 150,60 | 100                     |
| 2 | Neuseeland | Mark Todd Kiltubrid Rhapsody | 42,30 | 4,40 | 4,00 | 50,70 |                         |
| 2 | Neuseeland | Daniel Jocelyn Beaucatcher | 57,20 | 0,00 | 4,00 | 61,20 |                         |
| 2 | Neuseeland | Blyth Tait Xanthus III | 47,70 | 27,20 | 0,00 | 74,90 |                         |
| 2 | Neuseeland | Jesse Campbell Amsterdam | 49,20 | AUSG | | (1000,00) |                         |
| 2 | Neuseeland | | | | | 186,80 | 90                      |
| 3 | Niederlande | Alice Naber-Lozeman Harry Belafonte | 53,90 | 0,00 | 0,00 | 53,90 |                         |
| 3 | Niederlande | Tim Lips Keyflow | 53,70 | 12,00 | 1,00 | 66,70 |                         |
| 3 | Niederlande | Elaine Pen Dostowjeski | 49,80 | 6,80 | 14,00 | 70,60 |                         |
| 3 | Niederlande | Theo van de Vendel Zindane | 64,60 | 6,80 | 8,00 | (79,40) |                         |
| 3 | Niederlande | | | | | 191,20 | 80                      |
| 4 | Deutschland | Stephanie Böhe Haytom | 43,90 | 0,00 | 0,00 | 43,90 |                         |
| 4 | Deutschland | Andreas Dibowski FRH Butts Avedon | 45,40 | 0,00 | 0,00 | 45,40 |                         |
| 4 | Deutschland | Ben Leuwer Port Royal | 46,20 | 54,00 | 4,00 | 104,20 |                         |
| 4 | Deutschland | Anna Siemer Chloe | 50,60 | AUSG | | (1000,00) |                         |
| 4 | Deutschland | | | | | 227,30 | 70                      |
| weitere Platzierungen: Frankreich: 5. Rang Italien: 6. Rang Vereinigte Staaten: 7. Rang Australien: 8. Rang Irland: 9. Rang Belgien: 10. Rang Norwegen: 11. Rang Schweden: 12. Rang | weitere Platzierungen: Frankreich: 5. Rang Italien: 6. Rang Vereinigte Staaten: 7. Rang Australien: 8. Rang Irland: 9. Rang Belgien: 10. Rang Norwegen: 11. Rang Schweden: 12. Rang | weitere Platzierungen: Frankreich: 5. Rang Italien: 6. Rang Vereinigte Staaten: 7. Rang Australien: 8. Rang Irland: 9. Rang Belgien: 10. Rang Norwegen: 11. Rang Schweden: 12. Rang | weitere Platzierungen: Frankreich: 5. Rang Italien: 6. Rang Vereinigte Staaten: 7. Rang Australien: 8. Rang Irland: 9. Rang Belgien: 10. Rang Norwegen: 11. Rang Schweden: 12. Rang | weitere Platzierungen: Frankreich: 5. Rang Italien: 6. Rang Vereinigte Staaten: 7. Rang Australien: 8. Rang Irland: 9. Rang Belgien: 10. Rang Norwegen: 11. Rang Schweden: 12. Rang | weitere Platzierungen: Frankreich: 5. Rang Italien: 6. Rang Vereinigte Staaten: 7. Rang Australien: 8. Rang Irland: 9. Rang Belgien: 10. Rang Norwegen: 11. Rang Schweden: 12. Rang | weitere Platzierungen: Frankreich: 5. Rang Italien: 6. Rang Vereinigte Staaten: 7. Rang Australien: 8. Rang Irland: 9. Rang Belgien: 10. Rang Norwegen: 11. Rang Schweden: 12. Rang | 60 55 50 45 40 35 30 25 |

Einzelwertung CCIO 3*
| Rang | Reiter           | Pferd                  | Mannschafts- wertung | Minuspunkte | Minuspunkte | Minuspunkte | Minuspunkte |
| Rang | Reiter           | Pferd                  | Mannschafts- wertung | Dressur     | Gelände     | Springen    | Gesamt      |
| ---- | ---------------- | ---------------------- | -------------------- | ----------- | ----------- | ----------- | ----------- |
| 1    | Stephanie Böhe   | Haytom                 | ja                   | 43,90       | 0,00        | 0,00        | 43,90       |
| 2    | Andreas Dibowski | FRH Butts Avedon       | ja                   | 45,40       | 0,00        | 0,00        | 45,40       |
| 3    | Oliver Townend   | Cooley                 | ja                   | 45,20       | 2,40        | 0,00        | 47,60       |
| 4    | Lauren Kieffer   | Meadowbrook's Scarlett | ja                   | 42,10       | 2,40        | 5,00        | 49,50       |
| 5    | Laura Collett    | Mr. Bass               | ja                   | 50,70       | 0,00        | 0,00        | 50,70       |

## Gesamtwertung
Mit der Saison 2016 wurde ein neues System für die Vergabe der Wertungspunkte eingeführt, die siegreiche Mannschaft erhält nun wie beim Nations Cup der Springreiter 100 Punkte. Die Mannschaft mit der höchsten Zahl an Wertungspunkten gewann die Nations-Cup-Saison, pro Equipe gingen maximal sieben Ergebnisse in die Gesamtwertung ein.
|    |                    | FRA  | IRL | GBR | POL | USA | DEU | ITA | BEL | NED | Wertungs- punkte |
| -- | ------------------ | ---- | --- | --- | --- | --- | --- | --- | --- | --- | ---------------- |
| 1  | Deutschland        | 100  | —   | 100 | 70  | —   | 90  | 90  | 100 | 70  | 620              |
| 2  | Großbritannien     | (55) | 100 | 70  | 100 | 80  | 60  | —   | 90  | 100 | 600              |
| 3  | Frankreich         | 90   | 80  | 80  | —   | —   | 45  | 100 | 80  | 60  | 535              |
| 4  | Niederlande        | 45   | —   | 55  | 45  | —   | 50  | —   | 70  | 80  | 345              |
| 5  | Australien         | 70   | —   | 90  | —   | —   | 100 | —   | —   | 45  | 305              |
| 6  | Irland             | 80   | 90  | —   | —   | —   | 80  | —   | —   | 40  | 290              |
| 7  | Italien            | 50   | —   | —   | 90  | —   | —   | 80  | —   | 55  | 275              |
| 8  | Vereinigte Staaten | —    | —   | 50  | —   | 100 | 55  | —   | —   | 50  | 255              |
| 9  | Schweden           | 60   | —   | —   | 50  | —   | 40  | —   | 55  | 25  | 230              |
| 10 | Neuseeland         | —    | —   | 60  | —   | —   | 70  | —   | —   | 90  | 220              |
| 11 | Belgien            | 40   | —   | —   | 80  | —   | —   | —   | 60  | 35  | 215              |
| 12 | Schweiz            | —    | —   | —   | 55  | —   | —   | 70  | —   | —   | 125              |
| 13 | Norwegen           | —    | —   | —   | 60  | —   | —   | —   | —   | 30  | 90               |
| 14 | Kanada             | —    | —   | —   | —   | 90  | —   | —   | —   | —   | 90               |